# Gréco chante Jacques Brel, Henri Gougaud, Pierre Seghers
Albums de Juliette Gréco
Gréco
(1975) Juliette Gréco récital
(1982)
Gréco chante Jacques Brel, Henri Gougaud, Pierre Seghers est un album studio de Juliette Gréco sorti en 1977.

## Titres
| 1.    | Voir un ami pleurer                | Jacques Brel   | Jacques Brel     | 3:31 |
| 2.    | Pays de déraison                   | Juliette Gréco | Gérard Jouannest | 3:15 |
| 3.    | Non monsieur je n'ai pas vingt ans | Henri Gougaud  | Gérard Jouannest | 3:50 |
| 4.    | Adieu à toi                        | Pierre Seghers | Gérard Jouannest | 3:18 |
| 5.    | Mon cœur c'est pareil              | Henri Gougaud  | Gérard Jouannest | 2:30 |
| 6.    | Je vous suivrai toujours           | Henri Gougaud  | Gérard Jouannest | 2:44 |
| 7.    | Paris aujourd'hui                  | Henri Gougaud  | Gérard Jouannest | 3:13 |
| 8.    | Les Amours de fumée                | Pierre Seghers | Gérard Jouannest | 2:31 |
| 9.    | Les Voyous                         | Pierre Seghers | Gérard Jouannest | 1:49 |
| 10.   | L'amour trompe la mort             | Juliette Gréco | Gérard Jouannest | 2:58 |
| 11.   | La Rose et l'Ancolie               | Pierre Seghers | Gérard Jouannest | 2:46 |
| 12.   | J'arrive                           | Jacques Brel   | Gérard Jouannest | 5:53 |
| 38:18 |                                    |                |                  |      |

## Crédits

### Production
- Direction d'orchestre et arrangements : François Rauber
- Prise de son : Colin Caldwell assisté par Alain Cluzeau
- Dates d'enregistrement au Studio Acousti de la rue de Seine à Paris :
  - 15 septembre 1977 : Les Amours de fumée, L'amour trompe la mort, Non monsieur je n'ai pas vingt ans, La Rose et l'Ancolie, J'arrive, Je vous suivrai toujours, Voir un ami pleurer
  - 16 septembre 1977 : Adieu à toi, Paris aujourd'hui, Mon cœur c'est pareil, Les Voyous, Pays de déraison
- Éditeur d’origine : Éditions Infini
- Album original : 33 tours / LP Stéréo  RCA Victor PL 37119 sorti en novembre 1977
- Photographie : verso pochette, X (photo noir et blanc de Juliette Gréco)
- Réédition en CD  : dans le volume 13 de l'intégrale Juliette Gréco L'Éternel Féminin, sortie en 2003 (Mercury Records 980044)[2]

## Thèmes et contexte
- Voir un ami pleurer : l'album bénéficie d'une prise de son d'une qualité exceptionnelle due à l'ingénieur du son Colin Caldwell. Ce qui permet à Gréco, avec cette première version de Voir un ami pleurer, sans doute la plus belle, de faire passer une très grande émotion. On y perçoit ses poignantes inflexions proches des larmes et accompagnées de délicates réverbérations de guitare :

Bien sûr, il y a nos défaites

Et puis la mort qu'est tout au bout,

Le corps incline déjà la tête,

Étonné d'être encore debout.
Gréco sait-elle déjà à quel point son ami Jacques Brel est gravement atteint par la maladie ?
- Non monsieur je n'ai pas vingt ans : c'est en entendant Juliette Gréco répondre en riant à un coup de téléphone, « Non monsieur, je n'ai pas vingt ans », qu'Henri Gougaud écrivit immédiatement cette chanson se référant à la naissance du mythe de Gréco, muse de Saint-Germain-des-Prés :

Moi, je dansais avec des morts

Plus vifs que des vivants

Et nous inventions l'âge d’or

Au seuil des matins blancs…
- J'arrive : Gréco réenregistre J'arrive, précédemment gravée en 1971 sur son album studio Face à face, toujours sous la direction de François Rauber. C'est sa version la plus intense et, en tous les cas, la plus longue chanson jamais enregistrée par la chanteuse (5:53). Suivront d'autres versions, notamment celle enregistrée en 1983 pour son anthologie éditée par les Disques Meys, toujours orchestrée par François Rauber et, plus récemment, celle de son album studio Gréco chante Brel, orchestrée par Bruno Fontaine (2013, Deutsche Grammophon). Cette chanson demeure l'immuable sommet émotionnel de ses tours de chant :

J'arrive, j'arrive,

Mais pourquoi moi, pourquoi déjà ?

Pourquoi maintenant et où aller ?

J'arrive, bien sûr, j'arrive,

N'ai-je jamais rien fait d'autre qu'arriver…
- Gréco et Seghers, suite : Gréco avait déjà enregistré un poème de Pierre Seghers, La Panthère, mis en musique par Yani Spanos en 1969 pour son album entièrement consacré aux poètes, Complainte amoureuse. Ici, elle interprète notamment Adieu à toi, « elle », la beauté qui s'enfuit avec les ans :

Beauté, mon beau souci que j'emporte en voyage,

Beauté, mon beau visage et mes larmes aussi,

Beauté, faux passeport à l'encre qui s'efface,

Beauté, sans poids ni trace, que faites-vous ici ?
Elle retrouvera Pierre Seghers en 1983 pour l'enregistrement d'un dernier titre, La vie s'évite (Gréco 83, Disques Meys).
- Juliette Gréco, auteur : passée à l'écriture pour une « fantaisie musicale », une recette de cuisine chantée (Suprême de volaille aux crevettes) sur une musique de Marius Constant et diffusée à la radio le 31 décembre 1969 en vue du réveillon[3], elle s'attelle sérieusement à l'écriture depuis son album précédent de 1975, son premier disque enregistré chez RCA. Gréco achève ici son travail d'auteur pour les années 1970 avec les textes de L'amour trompe la mort et du sensuel Pays de déraison[4] :

Connais-tu le pays qu'ils appellent ton corps,

Pays chaud qui surgit, comme une île dorée,

De l'océan des draps, le connais-tu, dis-moi ?

Mon corps blanc comme lune se brûle à ton soleil,

Couchée contre tes dunes, j'écoute ton sommeil…